# Costa d'Avorio ai Giochi della XXIII Olimpiade
La Costa d'Avorio partecipò ai Giochi della XXIII Olimpiade, svoltisi a Los Angeles, Stati Uniti, dal 28 luglio al 12 agosto 1984, con una delegazione di 15 atleti impegnati in quattro discipline.

## Medaglie
| Medaglia | Atleta         | Sport            | Evento         |
| -------- | -------------- | ---------------- | -------------- |
| Argento  | Gabriel Tiacoh | Atletica leggera | 400 m maschili |